# Dobrzeń
Dobrzeń (niem. Gutwohne) – wieś w Polsce położona w województwie dolnośląskim, w powiecie oleśnickim, w gminie Dobroszyce.

## Podział administracyjny
W latach 1975–1998 miejscowość administracyjnie należała do województwa wrocławskiego.

## Nazwa
Tuż po wojnie, w roku 1945, wieś ta nazywała się Gutwiany.

## Zabytki
Do wojewódzkiego rejestru zabytków wpisany jest:
- zespół pałacowy z końca XIX w.:
  - pałac, wzniesiony w 1891 roku w stylu późnego renesansu francuskiego, powstał najprawdopodobniej na zrębach dawnego dworu. Wzniesiony dla Rudolfa von Kulmitz aby podkreślić splendor rodziny mieszkającej w rezydencji, potęgę rodu i jego związek z przeszłością[5]. Pałac dwukondygnacyjny, murowany z cegły i otynkowany, z łamanym dachem, lukarnami i czterokondygnacyjną wieżą. Przylega do niego oranżeria. Wewnątrz pałacu zachowały się oryginalne elementy wystroju, m.in. świetliki klatek schodowych i żeliwne schody o ażurowej konstrukcji, a także oryginalne posadzki, stolarka okienna i drzwiowa oraz dekoracje sali reprezentacyjnej wykonane w stiuku i rzeźbiony w drewnie żyrandol[5]. Pałac jest w dobrym stanie. Do niedawna mieściło się w nim przedszkole, później był zamieszkiwany. Sprzedany przez Wrocławską Agencję Nieruchomości Rolnych w 2013 wrocławskiej spółce[5].
  - park
  - oranżeria

inne zabytki:
- zespół folwarczny z końca XIX w.
- kapliczka przydrożna

## Edukacja i sport
Od 1945 w miejscowości działa Szkoła Podstawowa (obecnie w nowym budynku), w której naukę pobierają dzieci z Dobrzenia, Dobrej, Siekierowic oraz Mękarzowic.
Na tutejszym stadionie swoje mecze grupy IV Wrocławskiej Terenowej Klasy Juniorów Młodszych rozgrywa sekcja KP Dąb Dobroszyce oraz w grupie IX B-klasy seniorów Wrocław rozgrywa drużyna LZS Piast Dobrzeń (od sezonu 2010/2011). Największym sukcesem Piasta Dobrzeń jest 6. lokata w rozgrywkach B-klasy (sezony: 2010/2011 i 2014/2015).